# Amino.dk
Amino.dk er Danmarks største debatforum på internettet for iværksættere, startet af Jubiistifteren Martin Thorborg i det tidlige forår 2005.
Blandt brugerne findes mennesker med mange forskellige indgangsvinkler til iværksætteri[kilde mangler] samlet i et virtuelt fællesskab, hvor der luftes ideer, idéudvikles og gives tips samt gode tilbud til hinanden.
Pr. 11. februar 2013 er der mere end 125.000 registrerede brugere og mere end 1.100.000 indlæg.
I april 2007 blev Amino udvidet med en virksomhedsbørs, som pr. 11. februar 2013 indeholdt 1425 virksomheder til salg, til en samlet værdi på 1.474.862.010 kr. Virksomhedsbørsen skiftede i 2016 navn til Saxis.
Efterhånden har Amino udvidet til flere forskellige samarbejdspartnere, med tilbud til iværksættere, samt nye funktioner på deres egen platform.
I 2009 blev Kapitalbørsen Amino Kapital tilføjet. I 2020 skiftede Amino Kapital navn til Capino og pr. 15. Januar 2021 har platformen 171 investorer som samlet råder over 668.480.102 kr. og 136 der søger kapital.